# Hyperfokální tabulka
Hyperfokální tabulky jsou tabulky, které vydávají výrobci fotoaparátů a objektivů a které uvádějí, jak nastavit zaostření fotoaparátu tak, aby bylo možné získat co největší hloubku ostrosti. 
Tabulky uvádí nejvhodnější vzdálenost zaostření pro různé ohniskové vzdálenosti a clony. Tabulka může například uvádět, že s 24mm objektivem při cloně 11 je optimální vzdálenost zaostření 2,5 m. Tato vzdálenost je nazývá hyperfokální vzdálenost. V tomto případě je dosažena maximální hloubka ostrosti, která leží od poloviny zaostřené vzdálenosti (1,25 m) až do nekonečna. 

## Ukázka
Následující tabulka obsahuje hyperfokální vzdálenosti pro nejběžnější ohniskové vzdálenosti a clony.
| mm/clona | 1.0     | 1.4     | 2.0     | 2.8     | 4.0    | 5.6    | 8      | 11     | 16     | 22     |
| -------- | ------- | ------- | ------- | ------- | ------ | ------ | ------ | ------ | ------ | ------ |
| 14       | 6.53    | 4.67    | 3.27    | 2.33    | 1.63   | 1.17   | 0.82   | 0.59   | 0.41   | 0.30   |
| 17       | 9.63    | 6.88    | 4.82    | 3.44    | 2.41   | 1.72   | 1.20   | 0.88   | 0.60   | 0.44   |
| 20       | 13.33   | 9.52    | 6.67    | 4.76    | 3.33   | 2.38   | 1.67   | 1.21   | 0.83   | 0.61   |
| 24       | 19.20   | 13.71   | 9.60    | 6.86    | 4.80   | 3.43   | 2.40   | 1.75   | 1.20   | 0.87   |
| 28       | 26.13   | 18.67   | 13.07   | 9.33    | 6.53   | 4.67   | 3.27   | 2.38   | 1.63   | 1.19   |
| 35       | 40.83   | 29.17   | 20.42   | 14.58   | 10.21  | 7.29   | 5.10   | 3.71   | 2.55   | 1.86   |
| 50       | 83.33   | 59.52   | 41.67   | 29.76   | 20.83  | 14.88  | 10.42  | 7.58   | 5.21   | 3.79   |
| 70       | 163.33  | 116.67  | 81.67   | 58.33   | 40.83  | 29.17  | 20.42  | 14.85  | 10.21  | 7.42   |
| 105      | 367.50  | 262.50  | 183.75  | 131.25  | 91.88  | 65.63  | 45.94  | 33.41  | 22.97  | 16.70  |
| 135      | 607.50  | 433.93  | 303.75  | 216.96  | 151.88 | 108.48 | 75.94  | 55.23  | 37.97  | 27.61  |
| 200      | 1333.33 | 952.38  | 666.67  | 476.19  | 333.33 | 238.10 | 166.67 | 121.21 | 83.33  | 60.61  |
| 300      | 3000.00 | 2142.86 | 1500.00 | 1071.43 | 750.00 | 535.71 | 375.00 | 272.73 | 187.50 | 136.36 |